# 有馬氏郁
有馬 氏郁（ありま うじしげ）は、上総五井藩の第5代藩主、後に下野吹上藩の初代藩主。氏倫系有馬家9代。

## 生涯
天保2年（1831年）、上総五井藩の第4代藩主有馬氏貞の長男として生まれる。天保4年（1833年）3月30日、父の死去により家督を継ぐ。天保13年（1842年）4月17日、下野吹上藩に転封され、その初代藩主となる。弘化2年（1845年）12月16日に従五位下・備後守に叙位・任官する。安政5年（1858年）6月25日に兵庫頭に遷任する。
文久2年（1862年）10月17日に死去した。享年32。子の邦丸が2歳と幼少であったため、有馬一族の旗本家から氏弘を養子に迎えて跡を継がせた。

## 系譜
父母
- 有馬氏貞（父）
- 媛 - 有馬頼徳の養女、松平乗羨の娘（母）

正室
- 鎮、瑶光院 - 酒井忠礼の娘

子女
- 有馬邦丸

養子
- 有馬氏弘 - 有馬則篤の次男